# Campynemataceae
Campynemataceae је фамилија зељастих монокотиледоних скривеносеменица из реда Liliales. Статус фамилије постоји само у неколико класификационих схема (нпр. APG II). Ареал фамилије простире се на острвима Тасманија и Нова Каледонија, где расту два рода са четири врсте ове фамилије.